# Antoine N'Gossan
Jean-Etienne Antoine N'Gossan (30 de novembro de 1990) é um futebolista profissional marfinense que atua como meia.

## Carreira
Antoine N'Gossan representou a Seleção Marfinense de Futebol, nas Olimpíadas de 2008. 